# El Baix Guinardó
El Baix Guinardó este un cartier din districtul 7, Horta Guinardó, al orasului Barcelona.